# Aatish Lubah
Aatish Lubah (Rivière du Rempart, 3 novembre 1995) è un giocatore di badminton mauriziano.

## Palmarès
- Giochi panafricani

Brazzaville 2015: oro nella gara a squadre.
Rabat 2019: oro nel doppio maschile.
- Campionati africani

Rose Hill 2013: bronzo nel doppio maschile
Algeri 2018: bronzo nel singolo maschile